# Watringue
 (novembre 2023).
Si vous disposez d'ouvrages ou d'articles de référence ou si vous connaissez des sites web de qualité traitant du thème abordé ici, merci de compléter l'article en donnant les références utiles à sa vérifiabilité et en les liant à la section « Notes et références ».
Pour les articles homonymes, voir Watergang.

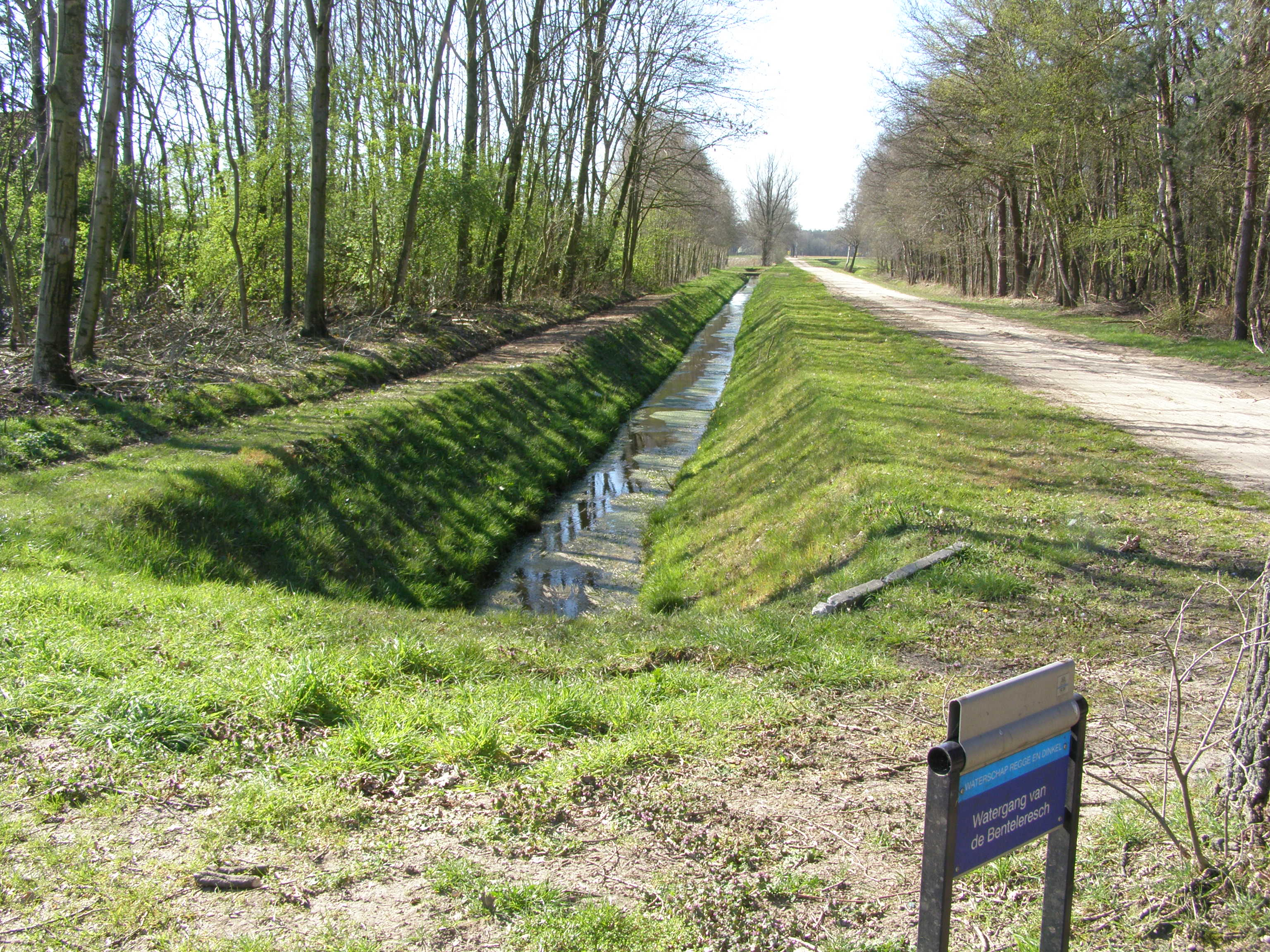
Modèle d'un petit watergang, de la taille d'un fossé, mais dont le profil évasé permet d'augmenter la contenance et le débit au fur et à mesure de la montée de l'eau ; l'enherbement le protège de l'érosion et la pente relativement douce rend visibles les rats musqués aux prédateurs ou piégeurs.

Une watringue, wateringue ou un watergang est un fossé ou un ouvrage de drainage à vocation de dessèchement de bas-marais, de zones humides ou inondables situées en plaines maritimes sous le niveau des hautes mers (polders), aux Pays-Bas, en Belgique et en France. 
Dans le nord de la France,  l'expression « les wateringues » peut également désigner « une association syndicale forcée de propriétaires », aujourd'hui dénommée Institution intercommunale des wateringues, qui doit notamment gérer les interactions entre eau douce et eau marine.

## Étymologie
« Watringue » est un terme masculin ou féminin provenant du néerlandais watering (wetering), lui-même issu du terme water qui signifie « eau » en néerlandais.
Ce terme est utilisé en France dans la région Hauts-de-France, en Belgique et aux Pays-Bas[réf. nécessaire]. 
Par métonymie, le mot décrit aussi l'association (parfois obligatoire) des propriétaires qui financent en commun les travaux d'entretien et de fonctionnement du réseau. Dans le nord de la France, le réseau est divisé en « sections de wateringues » dont les membres doivent entretenir leur réseau, avec l'aide de l'administration et de subventions de collectivités le cas échéant.

## Utilisation
L'eau y est prélevée pour être renvoyée vers la mer, soit à marée basse quand les écluses s'ouvrent, soit par des moulins à vent qui la relèvent (Pays-Bas et Flandre autrefois) ou plus généralement aujourd'hui par des pompes électriques.

## Histoire
L'histoire des wateringues est intimement liée à l'histoire des polders. 

### Époque romaine
Les Morins habitaient sur une bande marécageuse et couverte de forêt. Strabon nous indique qu'ils habitent « de petites îles et [placent] leurs cabanes sur des éminences formées en quelques endroits par la nature et en d'autres par la main des hommes, et assez élevées pour que les marées ne puissent les atteindre… ». Dans le même temps, il nous rapporte que « l'océan s'épanche deux fois par jour dans la plaine et fait douter si ces parages font bien partie de la terre ferme » .
Sans doute est-ce à cause de ces conditions que les légions romaines de César eurent énormément de mal à conquérir ce peuple belliqueux. Même après la victoire, aucun travail d'endiguement n'a été entrepris. Seules quelques routes furent construites pour atteindre la mer à marée basse. Serait-ce aussi pour avoir une zone tampon entre les attaques frisonnes et saxonnes ? Leur occupation est attestée jusqu'au règne de Quintillus au vu des pièces retrouvées lors de fouilles. 
Leur retrait a été commandé par deux évènements : la grande inondation du IVe siècle, les obligeant à reculer ; et l'invasion des Francs vers 420.

### Transgression dunkerquienne
Celle-ci aurait eu lieu au IVe siècle d'après Gilbert Delaine, car on ne trouve plus de trace de civilisation franque. On peut donc penser que cette transgression eut lieu entre le règne de Quintillus et celui des Francs. Cette transgression va permettre de donner la tourbe et l'argile poldérienne, tout en lissant le paysage. Les fleuves, l'Aa surtout, s'écoulent alors par de nombreux ravinements, comblés par la suite. Ainsi l'Aa va se frayer des lits qui deviendront la Colme, canal de Bergues, ainsi que le Vliet, qui deviendra le canal de Bourbourg.

Ces transgressions se poursuivent du Ve au VIIe siècle. Le sol de la plaine maritime réapparaît au-dessus du niveau de la mer qui baisse et des cordons dunaires se forment, ne laissant passer l'eau que par des trouées. Peu à peu, l'eau, de par les marées, va découvrir lentement les plaines. Il faudra attendre le XIIe siècle pour que la mer ne reste qu'aux abords de Dunkerque.

### Christianisation du pays
Plusieurs tentatives seront effectuées. La première se fait au IVe siècle par deux prêtres de Rome mais ils furent chassés du pays. Un siècle plus tard, saint Victrice, soldat converti et évêque de Rouen, commence avec succès l'évangélisation mais les Francs réduisent à néant son œuvre. Il faudra attendre les VIe  et  VIIe siècles pour que les institutions monastiques s'installent, dont la première à Thérouanne.
Saint Omer, l'évêque de Thérouanne, dira de Sithiu (aujourd'hui la ville de Saint-Omer) « Basilica in insula Sithiu, ubi antea monasterium », ce qui prouve l'insularité de Saint-Omer et que l'asséchement n'est pas encore commencé. Malgré tout, l'expansion du christianisme est rapide dans les Flandres grâce à saint Mommelin, saint Bertin, ou encore saint Winoc. En fait, cette christianisation sera surtout due à la faculté des moines de cultiver les terres marécageuses en les asséchant. Mais à chaque fois, cette progression des terres cultivables s'arrête à la limite du domaine. Les gens vont suivre ces préceptes et on s'arrange pour envoyer l'eau chez son voisin, ce qui suscite de nombreuses querelles. 
Toutefois les inondations de l'Aa (eau douce) et les fortes marées (eau salée) ainsi que les invasions normandes empêchèrent l'agrandissement de ces domaines. Pendant tout ce temps, les cultures ne furent pratiquées que sur des hauteurs, sans doute quelques cultures estivales voire épisodiques étaient pratiquées sur les terres les plus basses, recouvertes au gré des inondations.

### Les comtes de Flandre
Bauduin Ier, dit « Bras de fer », hérite du comté de Flandre par mariage avec la fille de Charles le Chauve. Les invasions normandes font rage mais il faudra attendre une centaine d'années, soit le milieu du Xe siècle, pour que Baudouin III s'émeuve des actes de barbarie et fortifie plusieurs bourgs dans lesquels les paysans viennent se réfugier. 
Le pouvoir central n'ayant aucune puissance pour maintenir l'ordre, les chefs militaires, gouverneurs et comtes lèvent des armées pour combattre les ennemis. Le chef militaire est appelé châtelain, commandant les forces des seigneurs voisins pour résister aux Normands. Cette association donne naissance à la châtellenie, nom donné au pays dominé par le châtelain ainsi qu'à la confédération instituée sous ses ordres. Les châteaux et les places fortes sont ensuite entourés d'enceintes fortifiées pour les classes subalternes, places appelées bourg. La défaillance du pouvoir central va permettre aux châtelains de mettre en place le système féodal. Vers le début du XIe siècle, alors que les invasions normandes ont cessé, le sol s'affaisse et laisse entrer l'eau de mer. La plaine est de nouveau inondée jusque Saint-Omer. 
Ces inondations eurent pour effet de relever le niveau du sol par dépôts d'alluvions. Les gens reprennent leurs travaux d'endiguements et d'asséchements en envoyant l'eau par gravitation à la mer, ou alors dans les effondrements lorsque les terres sont plus basses que la mer, formant ainsi de grands lacs (les moëres) qui dégagent des odeurs pestilentielles et souvent causes d'épidémies.
Afin de stimuler les travaux de dessèchement du pays, les comtes de Flandre vont accorder aux institutions monastiques toutes les terres gagnées par eux sur la mer. La première charte accordant ce droit est celle de Baudouin de Lille, qui accorde à l'abbaye Saint-Winoc à Bergues « des dunes, des terres et des privilèges, avec le droit d'obtenir la propriété […] sur les terrains gagnés sur les marais qu'elle pourrait transformer en terres arables ou productives ». Les successeurs, dont Robert de Flandre ou Charles le Bon accorderont les mêmes droits à d'autres abbayes.
Toutefois, alors que la plaine maritime s'assèche rapidement, les nouveaux propriétaires, pressés d'obtenir de nouvelles terres, étaient peu regardants sur les moyens d'arriver à leurs fins, coupant souvent le réseau d'écoulement du voisin. Des conflits survinrent.

### Philippe d'Alsace
C'est ainsi que Philippe d'Alsace, comte de Flandre et de Vermandois se penche sur la situation. Il regarde le problème de façon générale, convaincu que les problèmes ne peuvent être résolus qu'à l'échelle de toute la plaine maritime. 
Son premier acte est de définir la Terra Nova comme « la terre qui a été soustraite de l'impétuosité des flots de la mer et des inondations, par l'homme et avec ses deniers ».
En 1169, il fait don aux chanoines d'Aire des terres situées entre Bergues et Watten, pour qu'elles soient asséchées. Les chanoines créent alors un canal de dessèchement entre digues, de Bergues à Watten, en utilisant une des branches de l'Aa. Le canal de la Colme vient de naître.
À la suite de quelques contestations de la validité des donations faites par les chartes des Comtes de Flandre, Philippe d'Alsace confirme ces privilèges. 
Enfin, et dans le but de garder ses terres sèches, il crée une organisation : les Waeteringues.
Pour l'entretien des waeteringues des taxes sont instituées et placées sous la responsabilité d'un receveur des wateringues et diccages tenu de rendre des comptes annuels aux  grands membres des waeteringues qui sont les grands propriétaires fonciers. Ainsi dans la châtellenie de Bourbourg, les cinq grands membres des waeteringues sont le seigneur de la Cour du Ghyselhuys, seigneur du lieu, le châtelain vicomte de Bourbourg, l'abbé de l'abbaye de Saint Bertin de Saint-Omer, l'abbé de l'abbaye de Clairmarais et l'abbesse de Bourbourg.

### Après la Révolution française
Selon l'ingénieur en chef des ponts et chaussées Joseph Louis Étienne Cordier (1775-1849) : « Les deux tiers de l'arrondissement de Dunkerque, se trouvant au-dessous du niveau de la mer, ainsi que la Hollande, furent inondés en 1793 par mesure de défense. Les sept années suivantes, le sol imprégné de sel fut presque stérile et le peuple devint très-malheureux. On lui accorda, par cette raison, le privilège de se régir. Les propriétaires de terres des Watteringues ont, depuis cette époque, le droit de se réunir, de nommer des commissaires, et de les revêtir d'un grand pouvoir. Ces commissaires, ou administrateurs, choisis parmi les propriétaires les plus éclairés, établissent des impôts, en règlent l'emploi. »
Cordier ajoute : « La seule mesure de sûreté, prise par la loi, est l'obligation imposée aux commissaires de faire approuver chaque acte par le Préfet. Cette précaution prévient tous les abus, sans occasionner des retards dans la marche des affaires, car le Préfet seconde de tout son pouvoir une institution aussi utile. Cette administration paternelle jouit d'une telle considération qu'elle obtient librement des contribuables plus de 200,000 fr. par an ; et l'influence des travaux qu'elle exécute est si prompte qu'en moins de dix ans les terres des Watteringues ont doublé de valeur. Ce pays prospère aussi vite que les États-Unis d'Amérique et par les mêmes raisons. Chaque année on ouvre des chemins ; on construit des écluses, des canaux de dessèchement et d'irrigation ; la population croît rapidement ; des fermes s'élèvent de toutes parts ; l'agriculture fait des progrès rapides ; et déjà l'on remarque sur ces terres, naguère marécageuses, des récoltes superbes en lin, colza, cultures précieuses qu'on jugeait autrefois privilégiées et particulières au seul arrondissement de Lille. Si le pays des Watteringues, maintenant si riche, était soumis à la loi commune ; si le droit de s'imposer extraordinairement lui était refusé, en moins de trois années il rentrerait sous l'eau. »

## Les wateringues

### Signification
Le mot « wateringue » vient du Neerlandais “watering” : water = eau et -ing, suffixe indiquant une certaine qualite du substantif.  
Par analogie, certains en ont déduit que cela voulait dire canalisations ou marais. D'autres, par extension, utilisèrent le terme pour désigner aussi bien l'administration chargée du dessèchement et les canaux eux-mêmes, que l'on appelle aussi watergangs.

### Organisation
Au XIIe siècle, Philippe d'Alsace décide d'organiser le dessèchement sur tout le littoral en même temps. Dans ce cadre, il divise le territoire du littoral en wateringues dont il confie l'administration aux abbés des quatre abbayes de Saint-Omer, Furnes, des Dunes et de Bergues, avec le titre de opper-watergraaf, autrement dit comte supérieur des eaux. Ceux-ci confièrent leur responsabilité à trois assemblées, des « bancs », composés de baillis représentant les châtellenies, des échevins constituant le magistrat des villes et des keures, et enfin des hommes de fief, représentant les seigneurs du pays. Ces bancs avait la possibilité de nommer les watergraven, comtes des eaux. Ces watergraven se réunissaient en assemblées ou collèges. Leurs rôles étaient d’arrêter les programmes de dessèchements, décidaient du tracé des nouveaux watergangs et canaux à créer, traitaient de l'établissement des digues, chemins, et de leur conservation, fixaient les impôts, faisaient régner l'ordre à l'intérieur des wateringues en appliquant leur règlement de police et en rendant la justice. Ces collèges avaient des pouvoirs étendus, même le droit d'élever des digues s'il le fallait, et le cas échéant à la suite du refus des tenanciers, d'imposer une amende. Toutefois  les comtes gardent un certain contrôle de l'organisation, et si l'abbaye refusait d'effectuer des travaux jugés nécessaires, l'abbaye pouvait être obligée à payer la subvention que les wateringues déclaraient par serment être nécessaire. D'autre part, ceux qui dégradaient ou rompaient les digues seraient soumis à la justice du comte, dont le bailli inspecte chaque année les digues et ouvrages nécessaires à l'écoulement des eaux. [3 - Charte du 7 septembre 1244, Jeanne, comtesse de Flandre].
La charte d'avril 1255 donne le droit au bailli, châtelain et watergraaf de régler les eaux du moulin […] pendant douze semaines « pour l'utilité publique ». En effet, de nombreux moulins parsemaient les canaux et altéraient l'écoulement des eaux en été. Ce droit d'eau était jusqu'à présent un droit inviolable consacré par de nombreuses chartes depuis l'époque mérovingienne. Cette mesure de la comtesse de Flandre était dure mais les avancées techniques ont permis de remplacer les moulins à eau par des moulins à vent importés d'Orient.
Cette dernière charte permit une véritable avancée dans l'asséchement des terres et la puissance des quatre abbés et de leurs watergrafs ne firent qu'augmenter. Les comtes de Flandre en prirent ombrage et, en 1292, pour sauvegarder leur influence sur le territoire, imposèrent des techniciens chargés de consulter les assemblées et coordonner les grands travaux, d'assurer leur exécution et de prendre en main la direction de ces administrations. Ils prirent le nom de moermaistre général de Flandre, soit gouverneur général des marais de Flandre. Les comtes augmentèrent les prérogatives de ces fonctionnaires aux dépens des collèges créés par les quatre abbés. À la suite des dérives de ces dits fonctionnaires, puis aux zèle des remplaçants, les seigneurs virent leurs attributions et privilèges menacés.

### Robert de Cassel
Un de ces seigneurs, Robert de Cassel, comte de Marles, héritier de la seigneurie de Dunkerque, intenta un procès à Philippe de Bourgogne, comte de Flandre, devant le Parlement de Paris en 1403. Le 7 octobre, l'arrêt du Parlement réaffirmait que les wateringues n'étaient pas des divisions administratives mais des divisions territoriales créées selon l'ordonnance de Philippe d'Alsace en 1169. Robert de Cassel est donc reconnu propriétaire légitime et les droits auxquels prétendait le comte de Flandre, sur ces terres, autre que la suzeraineté, caducs.

### Louis XIV
Louis XIV, après la conquête de la Flandre, s'immisça également dans l'organisation des wateringues en remplaçant le moermaistre général par des Intendants de la Flandre maritime. 
Il faudra attendre la Révolution pour que ceux-ci disparaissent définitivement, mais rapidement remplacés par les Ponts-et-Chaussées par un arrêté du conseil général du Pas-de-Calais du 28 février 1793.

## Compléments
- La première ordonnance connue concernant les wateringues daterait de 1169 (charte de Philippe d'Alsace, comte de Flandre et de Vermandois)
- Le dernier arrêt royal concernant le dessèchement par les wateringues date du 6 décembre 1789
- en 1806, un décret impérial puis un autre le 28 mai 1809, puis une ordonnança royale en 1833 sont édités
- en 1816, le géographe et cartographe Louis Cordier dresse une carte du département du nord et une carte de l'arrondissement de Dunkerque comprenant les quatre sections des wateringues, ou les mares françaises, en 1815 (par MM. Cordier et Bosquillon, ingénieurs)[7].
- en 1852, Louis Devot peut estimer que « 30 mille hectares de terre d'une valeur de près de 100 000 000 de fr. se trouve protégée contre l'inondation, et elle est maintenant en état de culture ».

### Une menace maritime permanente
Ceci est dû à deux phénomènes : les situations de surcote, imprévisibles sur de longs pas de temps, et depuis quelques décennies ou siècles à cause de la montée des océans et peut-être de risques accrus de pluies hivernales. 
Ainsi, le 31 janvier 1953, une tempête balaie le Calaisis. Elle pousse la mer vers la côte. Une digue cède au lieu-dit Maison Blanche près de Oye-Plage, en noyant 23 hectares de terre. Une autre brèche (de 15 mètres de large) est signalée entre Blériot-Plage et Sangatte, noyant la route nationale et les champs sous 40 centimètres d'eau salée. Malgré les moyens lourds rapidement mis en œuvre, l'une des deux réparations cède à la marée suivante qui inonde cette fois 200 hectares près d'Oye-Plage. Dans le port de Calais, le quai d’Angoulême est sous l'eau, sans victimes humaines.
Aujourd'hui, le réseau des wateringues est géré par les sections de wateringues, chargés des curages, faucardages et débroussaillages dans le but d'assurer le bon écoulement des eaux et de maintenir la navigation là où elle est pratiquée. Ponctuellement elles peuvent intervenir pour la lutte contre certaines espèces invasives (jussie des marais, rat musqué, renouée du Japon, etc.). 
Pour leur part, les propriétaires privés doivent entretenir leurs berges de manière à assurer un bon écoulement des eaux, éviter les problèmes hydrauliques (taille des saules têtards, recépage, élagage, etc.), ce qui peut parfois contredire les besoins ou projets de renaturation de la trame verte et bleue afin de retrouver le bon état écologique du bassin versant (dans les zones habitées, les riverains et collectivités ont souvent fortement artificialisé les berges (tunage bois, tôle métallique, palplanches, plaque de béton, murs de brique, gravats, etc.) pour limiter l'érosion et la divagation des cours d'eau). 
En complément, l'Institution intercommunale des wateringues assure la gestion, l'exploitation et la maintenance des grands ouvrages d'évacuation à la mer. En outre, divers syndicats ayant compétence sur l'eau contribuent également à entretenir les cours d'eau (ex. : SMAGE Aa, SYMSAGEL, SAGE du Delta de l'Aa, Syndicat de rivière de la Melde dans le Pays de Saint-Omer). Les SAGEs font partie des lieux de mise en cohérence de ces actions.
En 2009, une étude de risque a été lancée par la DREAL pour mieux évaluer et comprendre le niveau de risque d'inondation dans le polder des Wateringues en cas de synergie défavorable entre la météorologie (par exemple en cas de crues des bassins versants conjuguées à un ou des épisode(s) pluvieux ayant saturé les sols du polder) et une grande marée et/ou une surcote et éventuels dysfonctionnements d'ouvrages, tout en tenant compte du dérèglement climatique et de la hausse du niveau marin. Une méthode de quantification de l'aléa a été créée pour cela, inspirée de celle développés pour l'étude des niveaux extrêmes le long de la Loire estuarienne par Lepelletier en 2010. Une telle étude nécessite une très bonne connaissance du fonctionnement hydro-écologique du bassin qui alimente les watringues en eau.

### Vidéographie
- Film sur les Wateringues réalisé dans le cadre du projet européen Floodcom (sur YouTube).